# Морзино (Смоленская область)
Морзино — деревня в Духовщинском районе Смоленской области России. Входит в состав Пречистенского сельского поселения. Население — 10 жителей (2007 год). 
Расположена в северной части области в 36 км к северу от Духовщины, в 3 км западнее автодороги Р136 Смоленск — Нелидово, на берегу реки Аржать. В 55 км юго-восточнее деревни расположена железнодорожная станция Ярцево на линии Москва — Минск. 

## История
В годы Великой Отечественной войны деревня была оккупирована гитлеровскими войсками в июле 1941 года, освобождена в сентябре 1943 года.